# سنجاب بوته‌ای بوهم
سنجاب بوته‌ای بوهم (نام علمی: Paraxerus boehmi) نام یک گونه از سرده سنجاب بوته‌ای آفریقایی است. این گونه در کشورهای بوروندی، جمهوری دموکراتیک کنگو، کنیا، رواندا، سودان جنوبی، تانزانیا، اوگاندا و زامبیا یافت می‌شود. زیستگاه‌های طبیعی آن عبارتند از جنگل‌های جلگه‌ای نمناک نیمه‌گرمسیری یا گرمسیری، جنگل کوهستانی نمناک نیمه‌گرمسیری یا گرمسیری و ساوانای نمناک.